# Exorista javana
Exorista javana là một loài ruồi trong họ Tachinidae.